# Orfeó Català de Mèxic
Orfeó Català de Mèxic és una entitat social, musical i cultural dels catalans residents a la ciutat de Mèxic. Es fundà el 1906 com a continuació del Centre Català creat el 1905 pel Quintet Jordà-Rocabruna, per un grup de paletes catalans que havien treballat en la reconstrucció de la ciutat californiana de San Francisco, promoguts pels músics Guillem Ferrer Clavé, Josep Rocabruna i Lluís G. Jordà. Ha arribat a tenir un miler de socis. L'actual president és Xavier Torroja i Sabater.

## Història
El primer consell directiu, fou presidit per Enric Botey. Des de l'inici la secció més important fou la massa coral, dirigida per Guillem Ferrer i Clavé, net d'Anselm Clavé; també organitzà altres activitats, com vetllades literàries, conferències, excursions, representacions teatrals i líriques (amb Virgínia Fàbregas i Esperanza Iris) i celebraren les principals festes oficials de Catalunya i Mèxic.
Durant la revolució mexicana (1910-1917) va promoure dues revistes en català Catalònia (4 de setembre de 1912), i Catalunya a Mèjic, a partir del 1914, òrgan oficial de l'entitat i d'aparició mensual. S'hi crearen com a seccions Agrupació Catalana d'Art Dramàtic, Club Catalunya d'Esports i Grup Excursionista, i el 1919, amb el suport econòmic de l'empresari català Artur Mundet i d'Esmeralda Cervantes, s'hi creà la mutualitat Secció d'Auxilis de l'Orfeó Català SA.
Des del 1929, però, l'entitat va viure una crisi econòmica important, que es va resoldre gràcies a Miquel Bertran de Quintana, qui també va promoure les recollides de diners i queviures per als refugiats durant la guerra civil espanyola.
Amb l'arribada dels primers refugiats catalans el juny de 1939 s'inicià una nova etapa. Es crearen noves seccions i es revitalitzaren les antigues. El grup coral fou dirigit per Narcís Costa-Horts i l'Agrupació Catalana d'Art Dramàtic es reorganitzà amb la col·laboració d'Avel·lí Artís i Balaguer, Emma Alonso, Gabriel Fradera i Badall i Manuel Fontanals i Mateu. Va promoure l'edició de les revistes en català Full Català, Quaderns de l'Exili, Revista dels Catalans d'Amèrica, Revista de Catalunya, Lletres, Pont Blau i Xaloc. A més, Josep Tomàs i Piera creà Comunitat Catalana de Mèxic amb l'objectiu reunir els catalans, mantenir viva la cultura catalana i donar suport a les reivindicacions catalanistes al marge dels partits. Miquel Ferrer Sanxis en fou el secretari l'òrgan de difusió de les seves idees el diari El Poble Català (1941-53). Alhora, també s'edità Orfeó. Butlletí de l'Orfeó Català de Mèxic, en català, editada a la ciutat de Mèxic entre 1943 i 1955. També va establir una filial del Consell Nacional Català de Londres.
Aquells anys foren força fructífers, ja que s'hi crearen nombroses entitats cíviques i culturals, com la Unió de Periodistes de Catalunya, que publicà el Butlletí de la Unió de Periodistes de Catalunya a Mèxic (1947), el Club del Llibre Català, el Pen Club Català de Mèxic i l'Institut Català de Cultura. Hi coincidiren un grup molt important de polítics, intel·lectuals i científics catalans com Pere Bosch i Gimpera, Jaume Serra i Húnter, Josep Carner, August Pi i Sunyer, Lluís Nicolau d'Olwer, Jaume Aiguader i Miró, Víctor Alba, Salvador Armendares, Lluís Aymamí i Baudina, Agustí Bartra, Artur Bladé i Desumvila, Dalmau Costa i Vilanova, Ot Duran d'Ocon, Pere Foix, Bartomeu Costa-Amic, Josep M. Francès, Eduard Nicol, Vicenç Riera i Llorca, Marcel i Miquel Santaló i Joaquim Xirau i Palau. L'entitat organitzà el 1956, a Veracruz, una gran rebuda a Pau Casals qui estrenà El Pesebre a Acapulco (1960).
El 1962 es publicà la revista Orfeó Català. Portaveu dels catalans de Mèxic (1962-1974), dirigida per Joan Potau i participà activament en l'organització dels Jocs Florals de la Llengua Catalana a la ciutat de Mèxic de 1942, 1957 i 1973 i també als de Guadalajara de 1969. També organitzà el 1971 un homenatge al president de Mèxic Lázaro Cárdenas. El 1974 inaugurà la nova seu a l'anomenada Nova Llar Catalana, sota la presidència de Cèsar Pi-Sunyer i Bayo. L'entitat assolí prestigi a l'interior de Catalunya i fou visitada per Manuel Ausensi, Raimon, Glòria Lasso, Aurora Bautista, Montserrat Caballé i l'equip del FC Barcelona.
A la mort de Francisco Franco hi hagué molta activitat. Hi van fer conferències Heribert Barrera, Narcís Serra, Jordi Solé Tura, Jordi Pujol, Miquel Roca i Junyent i Aina Moll, entre d'altres. Amb la col·laboració de la Generalitat de Catalunya, el 1984 se celebraren les Primeres Jornades de Catalunya a Mèxic, amb l'exposició Artistas Catalanes Contemporáneos, inaugurada per l'aleshores conseller Max Cahner, amb l'exposició de Modest Cuixart al Museo Nacional de Arte i conferències de Joan Oró, Jaume Sobrequés, Xavier Rubert de Ventós i Cèsar Pi-Sunyer i Bayo. El 1986 va rebre la Creu de Sant Jordi de la Generalitat de Catalunya. La Revista de l'Orfeó Català de Mèxic va tenir una segona època dirigida novament per Joan Potau (1985-1992) i pel poeta i editor gavanenc Martí Soler i Vinyes (1993-2001). El 1989 Miquel Martí i Soler publicà L'Orfeó Català de Mèxic (1906-1986), història de l'entitat.
En aquest darrer període, al mateix temps que s'incrementen notablement les relacions institucionals de l'Orfeó i la seva funció d'ambaixada oficiosa de la Generalitat a Mèxic, decau la vida de les seccions, però es manté el nivell d'activitats culturals, amb projeccions de pel·lícules, conferències, concerts, exposicions, taules rodones, homenatges, concursos literaris i fotogràfics, etcètera.
S'han rebut una colla de visites de rectors d'universitats catalanes, grups corals, esbarts, consellers del govern, etcètera. L'any 2003 visiten l'entitat Artur Mas i Josep Lluís Carod-Rovira, candidats a la presidència de la Generalitat.
En els darrers anys s'incrementen les relacions amb la col·lectivitat cultural mexicana, amb els serveis d'accés a la Biblioteca Pompeu Fabra, a la filmoteca, a les classes de català (amb gran èxit al punt que avui hi ha més de 120 alumnes a l'any), l'oficina del CAT365, el restaurant de la casa, l'Associació d'Escriptors i el premi anual de narrativa curta “Tirant lo Blanc”, atorgant premis en català i castellà, la Penya Barcelonista, convenis amb diverses universitats mexicanes i amb El Colegio de Jalisco, entre d'altres.